# درنگانه
درنگانه، روستایی از توابع بخش مرکزی شهرستان داراب در استان فارس ایران است.

## جمعیت
این روستا در دهستان نصروان قرار دارد و براساس سرشماری مرکز آمار ایران در سال ۱۳۸۵، جمعیت آن ۷۷۲ نفر (۱۵۸خانوار) بوده‌است.